# 그 참을 수 없는 맛
"그 참을 수 없는 맛"은 한국에서 제작된 이지형 감독의 2013년 드라마 영화이다. 조문주 등이 주연으로 출연하였다.

## 출연

### 주연
- 조문주
- 김선울
- 광태

### 조연
- 남지혜

## 기타
- 조감독: 유지윤
- 동시녹음: 한동훈
- 미술: 윤형주
- 분장: 한윤희